# Vainstream Rockfest

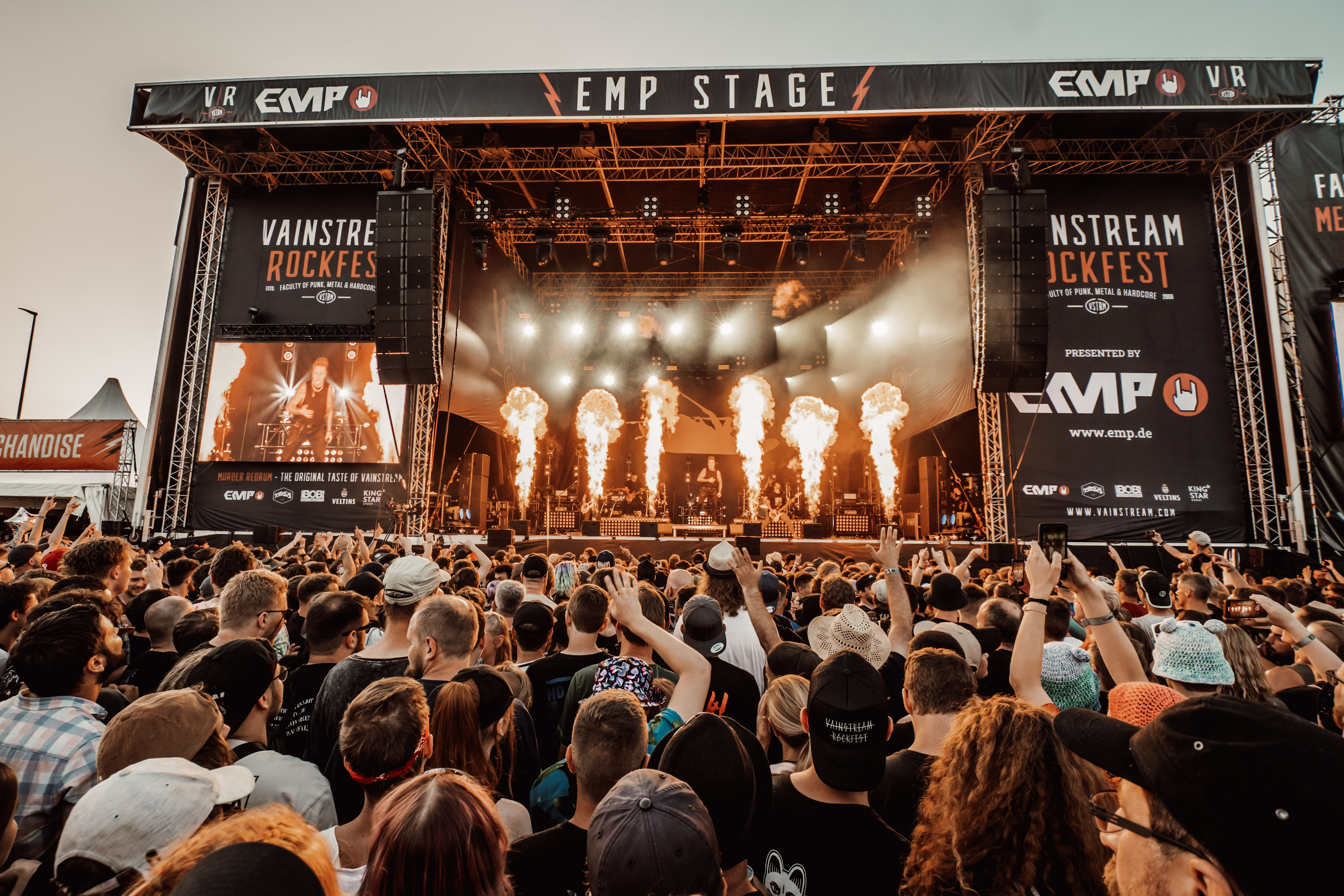
Hauptbühne beim Vainstream Rockfest 2023 während des Auftritts von Papa Roach

Standort des Festivals: Am Hawerkamp

Das Vainstream Rockfest ist ein im Jahr 2006 gegründetes Musikfestival in Münster, das in den letzten Jahren am letzten Juni- oder ersten Juliwochenende stattfand. Auf dem Festival treten in erster Linie Bands aus dem Bereich Metal, Punk, Hardcore Punk und verwandter Stilrichtungen auf. Veranstalter ist die Kingstar Event GmbH mit Sitz in Münster. Geschäftsführer der Kingstar-Gruppe ist Timo Birth.

## Festivalgelände
Das Festivalgelände befindet sich Am Hawerkamp im münsterischen Hansaviertel, welches ein kulturelles Zentrum in Münster darstellt.

## Geschichte
Das Vainstream Rockfest begann am 1. Juli 2006 als eintägige Veranstaltung. Schon für dieses erste Festival konnten die Veranstalter mit Bullet for My Valentine, Caliban, boysetsfire und der aus Münster stammenden Band Neaera namhafte Künstler als Mainacts gewinnen. Im Jahr 2007 waren unter anderem Dropkick Murphys, Hatebreed, As I Lay Dying, Heaven Shall Burn und Less Than Jake vertreten.
Im Jahr 2008 erhöhte sich die Zahl der Bands deutlich. Diesmal waren unter anderem Sick of It All, Anti-Flag, Mad Caddies, Madball und Comeback Kid dabei. Im Jahr 2009 wurde das Festival erstmals an zwei Tagen durchgeführt (Freitag und Samstag). Die Anzahl der Bands verdoppelte sich damit nahezu im Vergleich zu den Vorjahren. Am ersten Tag spielten unter anderem Hatebreed, Ignite, The Gaslight Anthem und Walls of Jericho. Am zweiten Tag traten unter anderem Dimmu Borgir, Terror, Parkway Drive, Have Heart und August Burns Red auf. Mit mehr als 8000 Besuchern pro Tag wurde die Zahl der Festivalteilnehmer erneut gesteigert. An den gleichen Tagen wurde in Wiesbaden erstmals das „Schwesterfestival“ Vainstream Beastfest durchgeführt.
Die Besucherzahl wurde im Jahr 2011 wiederum gesteigert, diesmal erschienen über 10.000 Fans zum Rockfest, welches von Motörhead abgeschlossen wurde. 2023 meldete das Vainstream einen Ausverkauf mit einer Rekordbesucherzahl von über 17.000 Personen. 2024 findet das Festival an zwei vollwertigen Tagen statt.

## Bisherige Termine und Bands

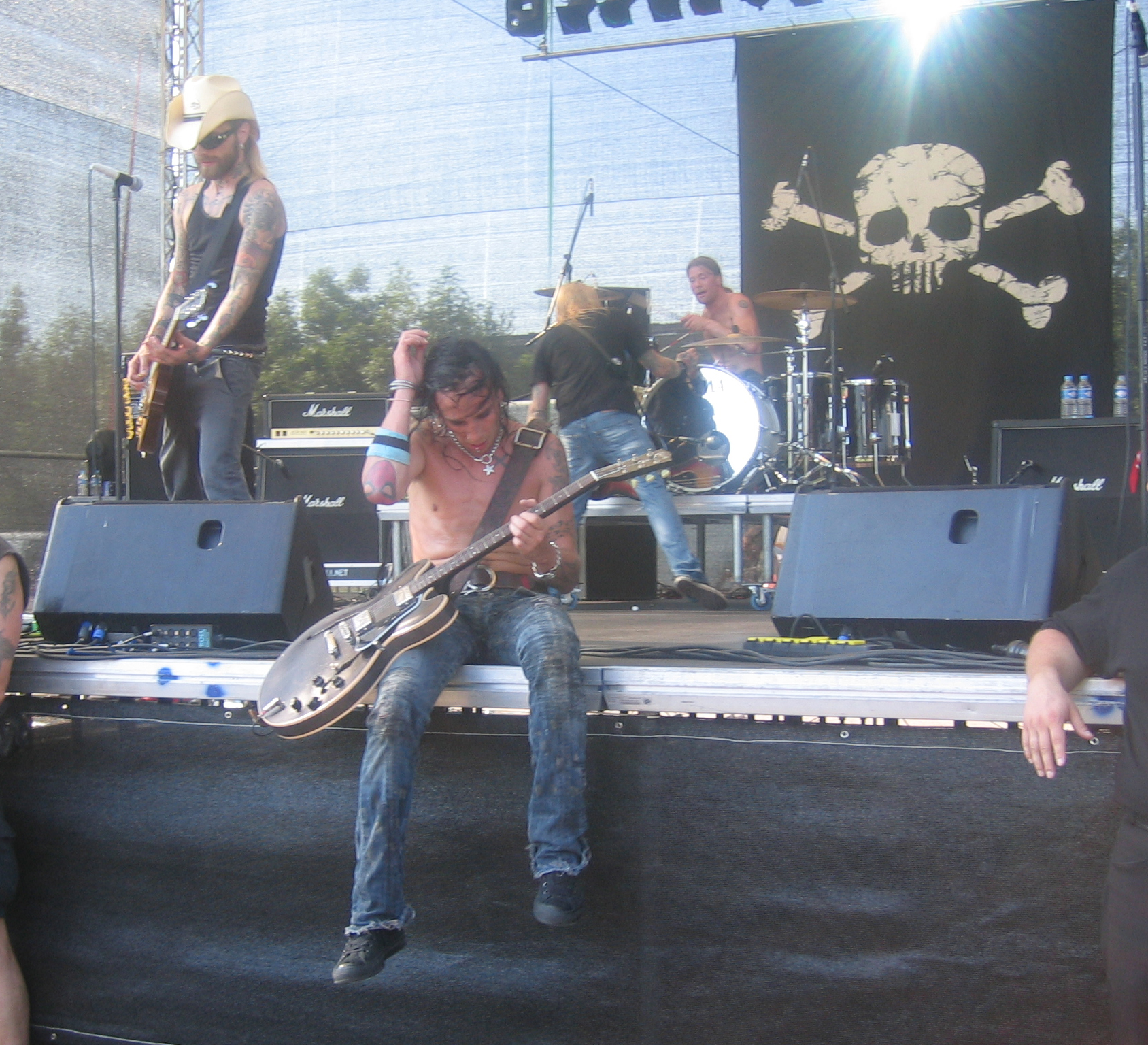
Die Backyard Babies auf dem ersten Vainstream Rockfest 2006

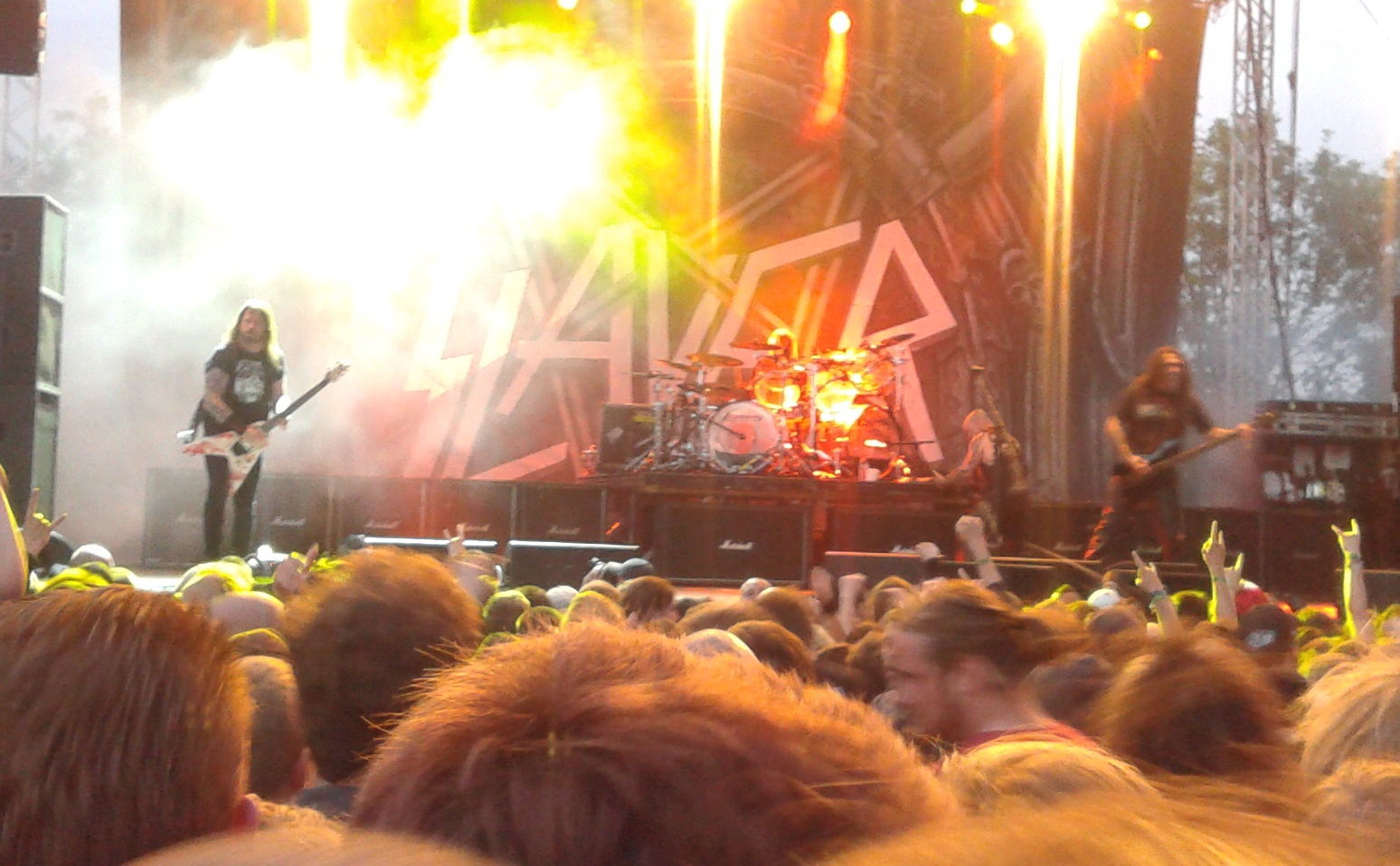
Slayer 2012

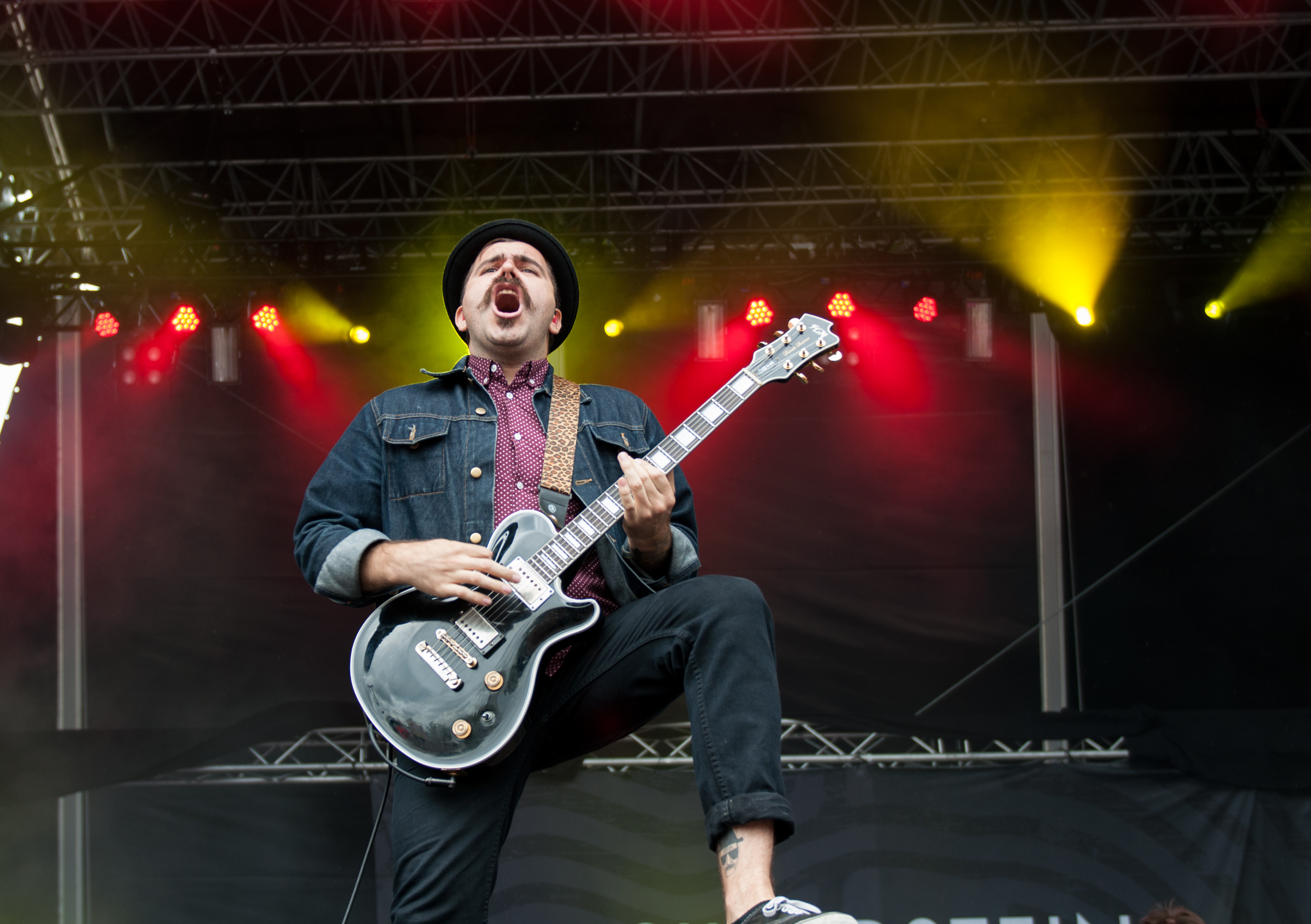
Silverstein 2014

### 1. Juli 2006
- Insgesamt 12 Bands auf einer Bühne, mit Bullet for My Valentine, Boy Sets Fire, Danko Jones, Backyard Babies, Caliban, Neaera, Darkest Hour, Waterdown, Fire in the Attic, Crosscut, Fall of Serenity, KJU

### 30. Juni 2007
- Insgesamt 15 Bands auf zwei Bühnen, mit Dropkick Murphys, Hatebreed, As I Lay Dying, Heaven Shall Burn, The Bones, Less Than Jake, Converge, Unearth, Against Me!, Chimaira, Smoke Blow, Parkway Drive, Broilers, Born from Pain, Misery Speaks

### 28. Juni 2008
- Insgesamt 18 Bands auf zwei Bühnen, mit Sick of It All, Coheed and Cambria, Flogging Molly, Caliban, Anti-Flag, Tiger Army, Mad Caddies, Comeback Kid, Madball, Broilers, Neaera, All Shall Perish, Bring Me the Horizon, Negative Approach, Shai Hulud, Callejon, The Grit, Long Distance Calling

### 3. bis 4. Juli 2009
- Insgesamt 27 Bands auf zwei Bühnen, mit Hatebreed, Dimmu Borgir, Suicidal Tendencies, Ignite, Gogol Bordello, The Gaslight Anthem, Crosscut, Heaven Shall Burn, Dark Tranquillity, Muff Potter, Parkway Drive, Devildriver, Sonic Syndicate, Walls of Jericho, Maroon, Terror, Bouncing Souls, The Casting Out, Bring Me the Horizon, August Burns Red, God Forbid, Have Heart, Despised Icon, Born from Pain, Architects, Anoma, K.I.Z, Mr. Irish Bastard

### 26. Juni 2010
- Insgesamt 28 Bands auf zwei Bühnen, mit NOFX, As I Lay Dying, Ska-P, Danko Jones, K.I.Z, Broilers, Hot Water Music, Madball, A Day to Remember, Atreyu, Jello Biafra and the Guantanamo School of Medicine, Alexisonfire, Skindred, Raised Fist, Smoke Blow, Unearth, Sondaschule, Job for a Cowboy, Bleeding Through, Skarhead, Between the Buried and Me, Deadlock, The Faceless, We Butter the Bread with Butter

### 11. Juni 2011
- Auf zwei Bühnen spielten 17 Bands, darunter Deez Nuts, Protest the Hero, Kvelertak, Sondaschule, Suicide Silence, Asking Alexandria, Casper, Comeback Kid, Neaera, Callejon, Madball, The Sounds, Boysetsfire, Parkway Drive, Flogging Molly, The Gaslight Anthem und zum Abschluss Motörhead.

### 9. Juni 2012
- Wieder spielten 17 Bands auf den beiden Bühnen, in diesem Jahr gab es zeitweise zusätzlich eine Videoleinwand. Es traten auf: Your Demise, Adept, Evergreen Terrace, Emmure, Gojira, Smoke Blow, Mad Caddies, August Burns Red, Enter Shikari, Lagwagon, Mastodon, Caliban (mit starken Soundproblemen), K.I.Z, Broilers, Refused, Eyes Set to Kill, The Gaslight Anthem und zum Abschluss Slayer.

### 6. Juli 2013
- Folgende Bands spielten in diesem Jahr: In Flames, A Day to Remember, All That Remains, Anti-Flag, The Devil Wears Prada, Parkway Drive, Unearth, Asking Alexandria, Clutch, Strike Anywhere, Agnostic Front, The Ghost Inside, BoySetsFire, H₂O, Neaera, Bane, Your Demise, Red Fang, Deez Nuts, Jennifer Rostock, Bleed from Within, Callejon, Sondaschule, Goldust, Erik Cohen.

### 5. Juli 2014
- EMP Stage: Annisokay (welche Breakdown of Sanity vertraten), Blessthefall, Of Mice and Men, Architects, Silverstein, K.I.Z, Hatebreed, Dropkick Murphys
- Desperados Stage: Bury Tomorrow, Stick to Your Guns, Comeback Kid, Emmure, Sepultura, Bring Me the Horizon, Heaven Shall Burn
- Relentless Energy Stage: 257ers, 7 Seconds, Smoke Blow
- Club Stage: Bombus, Trash Talk, Kadavar, The Black Dahlia Murder

### 4. Juli 2015
31 Bands spielten auf vier Bühnen. Das Festival feierte sein 10. Jubiläum. U.a spielten:
Parkway Drive, Sick of It All, Donots, Callejon, Suicide Silence, Architects, 257ers, Madball, Fear Factory, Terror, Biohazard, Feine Sahne Fischfilet, Die Kassierer, Sondaschule, Red Fang, Neaera, Antilopen Gang, Chelsea Grin, Breakdown of Sanity, Funeral for a Friend, Upon a Burning Body, Der Weg einer Freiheit, Off!, Rogers, Expire, Vitja
Warmup Show 3. Juli Skaters Palace, Münster: Agnostic Front, Nasty, Defeater, Iron Reagan, In Hearts Wake
Das Festival war ausverkauft mit 12.000 Besuchern. Es wurde erstmals aufgrund der Wetterlage Trinkwasser kostenlos an mehreren Stellen ausgegeben.

### 2. Juli 2016
30 Bands spielten auf vier Bühnen. Unter anderem spielten:
Heaven Shall Burn, Flogging Molly, K.I.Z, Frank Turner & The Sleeping Souls, Boysetsfire, Caliban, Anti-Flag, Silverstein, Stick to Your Guns, The Amity Affliction, H2O, August Burns Red, Deez Nuts, The Casualties, Bury Tomorrow, Frank Carter & The Rattlesnakes, Our Last Night, Thy Art Is Murder, Christian Steiffen, Municipal Waste, Being as an Ocean, Beartooth, Lionheart, Turnstile, Backtrack, Apologies, I Have None, Mantar, Any Given Day, Wolf Down
Warmup Show 1. Juli Skaters Palace, Münster: Bury Tomorrow, Any Given Day, Tamas
Das Festival war mit 13.000 Besuchern ausverkauft. Von ausgewählten Bands gab es einen Livestream. Trinkwasser wurde wieder kostenlos angeboten. Stick to Your Guns zeichneten ihren Auftritt auf und veröffentlichten diesen im Jahr 2017 auf der DVD Live at Vainstream 2016 als Beilage ihres Albums True View.

### 1. Juli 2017
30 Bands spielten auf vier Bühnen. Unter anderem spielten:
Heaven Shall Burn, Flogging Molly, K.I.Z, Frank Turner & The Sleeping Souls, Boysetsfire, Caliban, Anti-Flag, Silverstein, Stick to Your Guns, The Amity Affliction, H2O, August Burns Red, Deez Nuts, The Casualties, Bury Tomorrow, Frank Carter & The Rattlesnakes, Our Last Night, Thy Art Is Murder, Christian Steiffen, Municipal Waste, Being as an Ocean, Beartooth, Lionheart, Turnstile, Backtrack, Apologies, I Have None, Mantar, Any Given Day, Wolf Down
Warmup Show 1. Juli Skaters Palace, Münster: Bury Tomorrow, Any Given Day, Tamas
Das Festival war mit 13.000 Besuchern ausverkauft. Von ausgewählten Bands gab es einen Livestream. Trinkwasser wurde wieder kostenlos angeboten. Stick to Your Guns zeichneten ihren Auftritt auf und veröffentlichten diesen im Jahr 2017 auf der DVD Live at Vainstream 2016 als Beilage ihres Albums True View.

### 30. Juni 2018
31 Bands spielten auf drei Bühnen. Unter anderem spielten:
Beatsteaks, Bullet for My Valentine, Casper, Boysetsfire, Enter Shikari, Asking Alexandria, Stick to Your Guns, Terror, Sondaschule, Silverstein, Kadavar, Neck Deep, Bury Tomorrow, Touché Amoré, Lionheart, Modern Life Is War, The Bronx, Any Given Day, Blessthefall, Der Weg einer Freiheit, Stray from the Path, Culture Abuse, Knocked Loose, Milk Teeth, Das Pack, Higher Power, Giver, Shvpes, Iron Reagan, Cro-Mags
Warmup Show 29. Juni Skaters Palace, Münster: Stick to Your Guns, Crossfaith, First Blood
Das Festival war ausverkauft und mit 16.000 Besuchern das bisher größte Vainstream Rockfest. Von ausgewählten Bands gab es einen Livestream.

### 29. Juni 2019
Das mit 16.000 Zuschauern ausverkaufte Festival fand bei weit über 30 Grad statt. Neben kostenlosen Trinkwasser sorgten die Veranstalter mit kalten Duschen und dem Zugang zur Poolbar Coconut Beach für Abkühlung. Erstmals gab es ein Pfandsystem mit Mehrweg-Bechern. Zu den 30 Bands gehörten:
Dropkick Murphys, Architects, Donots, Flogging Molly, Feine Sahne Fischfilet, Beartooth, Trivium, Neaera, While She Sleeps, Our Last Night, Adam Angst, Booze & Glory, Eskimo Callboy, Whitechapel, Mantar, Skinny Lister, Haken, Turnstile, Rise of the Northstar, State Champs, As It Is, Cane Hill, Hands Like Houses, Bad Omens, Watch Out Stampede und Harms Way
Bei der Warm-Up-Show im Skaters Palace Münster spielten am Abend vor der Show die Deez Nuts, Gray Noir und Our Mirage.

### 27. Juni 2020
Any Given Day, Being as an Ocean, Boston Manor, Boy Sets Fire, Bury Tomorrow, Counterparts, Creeper, Crystal Lake, The Devil Wears Prada, Get the Shot, Landmvrks, Lionheart, Marathonmann, Motionless in White, Neck Deep, Northlane, The Offspring, Of Mice & Men, Silverstein, Sondaschule, Sum 41, Toxpack
Aufgrund der COVID-19-Pandemie in Deutschland wurde das Festival auf das Jahr 2021 verschoben.

### 26. Juni 2021
The Offspring, Sum 41, Boysetsfire, Enter Shikari, Bury Tomorrow, Of Mice & Men, Sondaschule, Lionheart, Neck Deep, Any Given Day, Agnostic Front, Die Kassierer, Smoke Blow, Toxpack, Boston Manor, Being as an Ocean, Northlane, Crystal Lake, Creeper, Counterparts, Marathonmann, Landmvrks, Get the Shot, Metzer 58
Aufgrund der COVID-19-Pandemie in Deutschland wurde das Festival auf das Jahr 2022 verschoben.

### 25. Juni 2022
Bereits 2021 konnten die Veranstalter das Festival mit über 18.000 Besuchern als ausverkauft vermelden. Da das 15. Jubiläum durch die Covid-19-Pandemie verschoben werden musste, entschlossen sich die Veranstalter einen zweiten Tag eine Woche später zu veranstalten.
Folgende Bands waren Teil des Weekend Ones:
The Offspring, Sum 41, Boysetsfire, Enter Shikari, Stick to Your Guns, Bury Tomorrow, Silverstein, Sondaschule, Lionheart, Grandson, Neck Deep, Any Given Day, Agnostic Front, Die Kassierer, Smoke Blow, Toxpack, Boston Manor, Being as an Ocean, Northlane, Crystal Lake, Creeper, Counterparts, Marathonmann, Landmvrks, Get the Shot, Crossfaith, Dragged Under, Unprocessed, One Step Closer, Red Fang, Metzer 58
Am Vortag spielten Boysetsfire und Neaera auf der Opening Night im Skaters Palace Münster, die für die Festivalbesuchenden wie immer kostenfrei war.
Weekend Two
Alligatoah, Broilers, Bullet for My Valentine, Das Pack, Deez Nuts, Fever 333, Hostage, Knocked Loose, Laura Jane Grace, Madsen, Nasty, Our Mirage, Scowl, Siamese, Stick to Your Guns, The Rumjacks, Thrice, Touché Amoré, Turnstile, Wargasm, Watch Out Stampede

### 24. Juni 2023
Papa Roach, Marteria, Architects, Donots, Hollywood Undead, Frank Turner & The Sleeping Souls, Fever 333, The Interrupters, Jinjer, Anti-Flag, Terror, Touché Amoré, Mantar, Stray from the Path, Chelsea Grin, Nova Twins, Paleface Swiss, Future Palace, The Flatliners, Downset., Unity TX, Pup, Stand Atlantic, One Step Closer, Pöbel MC, Team Scheisse, 100 Kilo Herz, Conny, Speed, Ways Away, Raum27, Still Talk, Flører, Rancid

### 28.–29. Juni 2024
Freitag, 28.06.2024
Parkway Drive, The Interrupters, Sondaschule, Bury Tomorrow, Thy Art Is Murder, Fit for a King, Erra, Neaera, Adam Angst, Bane, Dying Fetus, Comeback Kid, Alpha Wolf, The Rumjacks, The Iron Roses, Brand of Sacrifice, Incendiary, Make Them Suffer, Zulu, Gel, Guilt Trip, Mandelkokainschnaps, Still Talk
Samstag, 29.06.2024
Dropkick Murphys, Feine Sahne Fischfilet, Ice Nine Kills, The Gaslight Anthem, Silverstein, Lionheart, ZSK, Against the Current, Atreyu, Neck Deep, Counterparts, Betontod, Rogers, Nasty, Boston Manor, Stomper 98, Skinny Lister, Hot Mulligan, Blackout Problems, Wargasm, Scowl, Better Lovers, Grade 2, Dying Wish, Calva Louise

### 27.–28. Juni 2025
Freitag, 27.06.2025
Bullet for My Valentine, A Day to Remember, Gorilla Biscuits, Leftover Crack, Motionless in White, The Ghost Inside, Terror, Grade 2, Refused, Millencolin, High Vis, Delilah Bon, Polaris, The Baboon Show, Fidlar, Anxious, Paleface Swiss, Montreal, Letlive, Terminal Sleep, Static Dress, Trophy Eyes, John Coffey, Spaced
Samstag, 28.06.2025
Feine Sahne Fischfilet, Heaven Shall Burn, Yellowcard, Hatebreed, Frank Turner & The Sleeping Souls, Landmvrks, 100 Kilo Herz, Booze & Glory, Casino Blackout, Catbite, Creeper, Currents, Dritte Wahl, Drei Meter Feldweg, Driveways, Fit for an Autopsy, Hot Water Music, Mehnersmoos, Our Mirage, Pain of Truth, Stick to Your Guns, Stomper 98, Stray from the Path, Street Dogs, Swiss und die Andern, The Headlines, Zebrahead